# (1421) Эсперанто
(1421) Эсперанто (лат. Esperanto) — астероид главного пояса, который был открыт 18 марта 1936 года финским астрономом Ирьё Вяйсяля в Обсерватории Турку и назван в честь эсперанто, самого распространённого искусственного языка, созданного в 1887 году Лазарем Заменгофом.

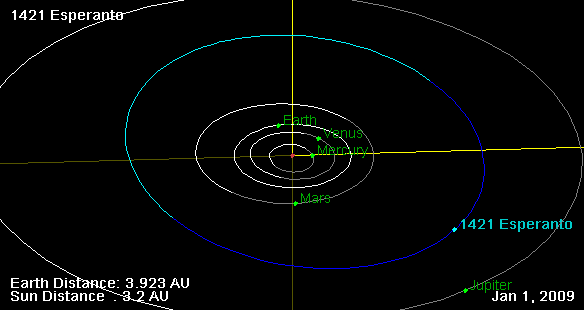
Орбита астероида Эсперанто и его положение в Солнечной системе